# Manuscaris
Manuscaris is een geslacht van kreeftachtigen uit de klasse van de Malacostraca (hogere kreeftachtigen).

## Soort
- Manuscaris acuminatus Komai & Tsuchida, 2015